# Ralph Murray
Sir Francis Ralph Hay Murray (* 3. März 1908; † 11. September 1983) war ein britischer Diplomat.

## Leben
Er ist Angehöriger der schottischen Adelsfamilie Murray.
1950 wurde er als Companion in den Order of the Bath aufgenommen. 1962 wurde er als Knight Commander in den Order of St. Michael and St. George aufgenommen.
Von 1962 bis 1967 war er britischer Botschafter in Athen. Seit 1967 war er Mitglied des BBC Board of Governors.
1935 heiratete er Lady Murray Mauricette (geborene Reichsgräfin von Kuenburg). Mit ihr hatte er vier Kinder. Der Comedian und Schauspieler Al Murray ist sein Enkel.